# 累
『累 -かさね-』は、松浦だるまによる日本の漫画、およびその映像作品。『イブニング』（講談社）にて、2013年10号から2018年17号まで連載された。醜い顔でありながら卓越した演技力をもつヒロインが、口づけをした相手と顔と声を入れ替えることができる口紅の力を使い、他人の顔を奪いながら舞台女優として活躍していく姿を描く。スピンオフ小説『誘 -いざな-』もあわせて記載する。
2009年と2012年にイブニング新人賞でそれぞれ優秀賞を受賞した松浦だるまの連載デビュー作。松浦が初投稿作『チョコレートミントの初恋』の後、二作目の構想中に得た「キスをしたら顔が入れ替わる」というアイデアを元に、「口紅」というキーアイテムや「美醜」というテーマ、そして怪談『累ヶ淵』と、自身も経験したことのある「演劇」の要素を足していくという形で作られた。
累計発行部数は12巻の時点で200万部を突破。2015年には第39回講談社漫画賞の一般部門にノミネートされたほか、全国書店員が選んだおすすめコミック2015で9位、次にくるマンガ大賞2015「これから売れて欲しいマンガ」部門で10位、マンガ大賞2015で10位に入るなどの評価を受けている。
2014年12月16日には主人公の母親「誘」の成り立ちを描いたスピンオフ小説『誘 -いざな-』が出版されている。
2017年に実写映画の製作が発表され、2018年9月7日に公開された。

## あらすじ
今は亡き伝説の女優・淵透世の娘・淵累は、亡き母とは似ても似つかない醜い容姿が原因で周囲の人間から心無い仕打ちを受け続けてきた。そんな累はある時、母が遺した一本の口紅に「口づけをした相手と顔を入れ替える力」があることを知る。その力を使って舞台に立った累は、母譲りの演技力を発揮して芝居の楽しさや美貌から得る喜びを覚えると同時に、母も他人の顔を奪って生きていたのだと直感する。
やがて母の協力者・羽生田釿互と出会った累は、彼の協力の元、無名の美人女優・丹沢ニナの顔を奪って女優として活躍していく。しかしそこに「本物の淵透世」の娘・野菊が現れる。野菊は母からすべてを奪い死に追いやった誘（累の母の本名）を恨み、彼女の娘である累への復讐を考えていた。野菊は自身の素性を隠して累に近づき、累が女優・咲朱として活動するための協力者として振る舞うが、羽生田によって素性と思惑を看破され、監禁されてしまう。
累に高校時代の先輩でもある女優・五十嵐幾とダブルキャストの舞台の仕事が入る。しかし上演前日、野菊が自身の情夫・天ヶ崎祐賭と五十嵐幾の協力で累の元から逃亡する。野菊を失い咲朱として活動できなくなった累は、消息を絶つ。累は自身のルーツである母の足跡を辿り、一つの決意を固める。それぞれの想いを胸に再び対峙した累と野菊は、「次の舞台を最後にする」という累の約束の元、咲朱を復帰させる。
こうして母と母の出生の地である「朱磐」の伝承をモチーフにした舞台・『暁の姫』に美しい巫女の役として臨むことになった累だったが、稽古を続けるなかで幾が演じる醜い鬼女に自らの姿を重ねてしまい、演技が出来なくなる。その結果『暁の姫』は公演中止となるが、累の意志と誘の遺志を受け入れた羽生田によって『宵暁の姫』として再始動。累は「累」そのままの姿で鬼女役として舞台に立ち、「累」として舞台を演じきる。
だが、舞台を降りた累を待っていたのは丹沢ニナの母親・紡美による復讐だった。累は口紅の永久交換で体丸ごと入れ替えられ、「女優・淵かさね」殺しの汚名を着て、余生を送ることを受け入れる。

## 登場人物

### 主要な人物
淵 累（ふち かさね）
本作の主人公。目を背けたくなるような醜い顔と、小学5年時に西沢イチカとの諍いで出来た右頬の大きな傷跡が特徴的である。その外見が原因で周囲から虐げられ続けたため、自身の容姿にコンプレックスを抱いている。
母親譲りの突出した演技力と演劇や舞台に対しての執着を持ち、母の遺品である「口づけをした相手と一定時間顔を入れ替える力を持った口紅」を使い、他人の顔を奪いながら女優として名声を得ていく。徐々に女優としての顔と内面にズレを感じ演技ができなくなるが、最後は自身と向き合い「累」として舞台に立った。しかし、すべての真相を知った丹沢紡美に復讐され、世間から忘れ去られることになった。
女優・丹沢 ニナ（たんざわ ニナ）
累が同名の若手女優「丹沢ニナ」の顔を得て成り代わった姿。烏合の演出作品『かもめ』で主役を演じたこときっかけに脚光を浴び、「淵透世の再来」と評されるほどの女優として活躍したが、ニナの死亡に伴って顔が使えなくなったために姿を消し、世間的には失踪という扱いを受ける。
女優・咲朱（さき）
ニナの死後、累が野菊の顔を使用して活動した姿。「淵透世の生き写し」という触れ込みでデビューし、世界的に有名な演出家である富士原の目に留まったことで、実力派人気女優として活躍していく。しかしある舞台で高校時代以来疎遠となっていた幾と再会し、それがきっかけで一時期に舞台から離れることとなってしまう。
後に野菊と取引をし、羽生田が脚本・演出を手がける舞台『暁の姫』を最後の演劇にするとして復帰。しかし美しい巫女・暁を演じようとするも演じきれず、公演前に降板し姿を消す。

野菊（のぎく）
「本物の透世」の娘で累の異母妹。母譲りの美貌をもつことから、「女優・淵透世」に執着する父・与の手によって長年自宅に幽閉されて性的虐待を受けていた。そういった境遇から美しさや芝居を嫌悪しており、また幼少期に母と誘が顔を入れ替えている現場を目撃して誘の所業を知ったことから、母と自分を不幸に追いやった誘のことを強く恨んでいる。
自身の境遇に耐えかねて父を撲殺した際に異母姉・累の存在を知り、家を出てからは娼婦として生計を立てながら、誘への復讐を累で遂げようと考えて行動していく。
丹沢 ニナ（たんざわ ニナ）
若手美人女優。眠り姫症候群を患っている。女優として世に名声を残すことと、自身が女優を目指すきっかけとなった演出家・烏合の演出作品に出るという夢が諦められず、累に自分の顔と名前を貸し、「女優・丹沢ニナ」として活動させていく。
結果として望みは全て叶うものの、烏合をめぐって累と対立。烏合が惹かれていたのが「女優・丹沢ニナ」であったことや「女優・丹沢ニナ」が自分の実力以上に活躍したこと、また眠り姫症候群が徐々に悪化し自身がほぼ活動できなくなったことで全てを「女優・丹沢ニナ」に乗っ取られたと感じて精神を病み自殺を図る。
一命を取り留めて植物状態となった後は累と羽生田によって「女優・丹沢ニナ」の「材料」として利用され続けていたが、ある日意識のみを取り戻し、自分の意志に唯一気づいた野菊に頼んで自殺を遂げる（殺害される）。その後彼女の遺体は羽生田によって秘密裏に処理されたため、世間的な扱いは死亡ではなく失踪となっている。
五十嵐 幾（いがらし いく）
累が高校時代に所属していた演劇部の部長。真っ直ぐで思いやりがある。高校生のころからプロの役者として活動している。
演劇部時代に出演した舞台・『銀河鉄道の夜』にて累の画策で意識の無い間に成り変わられたことがあり、その影響で「周囲が期待する五十嵐幾（累）の演技」と「五十嵐幾本来の演技」との差で長く苦しみ、一時は役者の道を諦めようとも考えていた。しかし「女優・丹沢ニナ」の演劇に感化されて再奮起し、富士原が演出する舞台において咲朱と競演することになり、その際に野菊の行方を探していた天ヶ崎から咲朱の正体を教えられ、以後は累の凶行を止めるべく野菊と天ヶ崎に協力していくようになる。
羽生田 釿互（はぶた きんご）
演出家。誘と同郷で、血縁上は誘の従兄弟にあたる。誘の過去と口紅の秘密を知る数少ない人物。
誘に心酔しており、彼女が生きていたころは舞台の大道具として働きながら、「女優・淵透世」としての活動をサポートしていた。また、この時期に演出家として与や富士原に師事していたこともあり、その縁で富士原とは交流がある。
誘の死後は彼女の遺志を継いで累の協力者となり、累が女優として活動するための顔（ニナや野菊）の用意や、事務所を設立してのマネージメントやプロデュース、そして「口紅による顔の永久交換」の方法を探るなど、累を一流の女優にすべく様々な活動をしていく。
天ヶ崎 祐賭（あまがさき ゆうと）
高校教師。中学生時代のいじめが原因で顔に火傷の痕がある。自分を嘲笑する女生徒たちを「壊す」妄想にふける中、野菊と出会い、肉体関係をもつことと引き換えに野菊の復讐に協力していく。
当初はお互いに利害関係のみで付き合っていたが、野菊が自分と同じように火傷を負ったことで情が移り、利用し合うだけの関係から一転して恋人のような関係になる。以後は野菊に協力しつつも、復讐に身をやつす彼女の身を案じている。
誘（いざな）
累の母。故人。累と同様の醜い容姿の持ち主。
朱磐という村の出身で、村に残る「丙午の年に生まれた醜い女児は殺す」という因習を受けて殺されそうになっていたという過去をもつ。朱磐で顔を交換する力をもつ朱顔料を入手したのち、羽生田を除く村人全員を殺害して村に火を放って街へと出る。そこで小劇場で活動する劇団員・透世と出会い、彼女の顔を使って「女優・淵透世」として名声を得ていく。
「女優・淵透世」に惹かれた演出家・海道与と恋人同士となり結婚もするが、累を出産したことで誘と透世の関係が露見し、以降は仮面夫婦として過ごしていた。最期は与により川へ落とされた累を助けて死亡したとされていたが、この際死亡したのは「本物の淵透世」であり、誘自身は与により監禁され徐々に衰弱するも、なかなか死なないことに業を煮やした与の命を受けた羽生田により「本物の透世」だと思われたまま殺されている。
女優・淵 透世（ふち すけよ）
誘が同名の劇団員「淵透世」の顔を得て成り代わった姿。誘の演技力と透世の美貌によって注目を浴び、当時新進気鋭であった海道与に引き抜かれる形で様々な舞台へと出演し、後に「伝説の女優」と評されるほどの人気女優となっていく。しかし舞台『マクベス』にてマクベス夫人を演じたのちに姿を消す。

淵 透世（ふち すけよ）
野菊の母。故人。小劇場で活動する劇団員で、女優を任されていた。しかし演技は拙く、本人は役者よりも衣装の制作に強い意欲を持っていた。劇場にて空腹で倒れた浮浪者の誘を介抱し、その美貌と人の甘さから誘の標的となる。
口紅の効果を知った当初は「自分自身が演技するよりも劇団の仲間や客が喜ぶし自分も衣装の制作ができる」と誘が自分の顔を使って舞台に立つことをむしろ応援していたが、想い人である与が「女優・淵透世」となった誘と結婚したことから複雑な思いを抱き、与が「女優・淵透世」の真相を知るように仕向ける（ただし仕向けたと羽生田が推測しているのみで真意は不明）。
その後は誘を拒絶する与と関係を持ち野菊を儲けるにまで至るが、誘のような才能も知性も持っていないとして失望され、「女優・淵透世」の「材料」として地下室に監禁されるようになる。
誘の計らいで累とともに与のもとから逃げ出そうとするが、川へ落とされた累を助け、周囲の人間には「女優・淵透世」だと思い込まれたまま濁流に飲まれて死亡した。

### その他の人物
西沢 イチカ（にしざわ イチカ）
累の小学校時代のクラスメイトで、累が初めて口紅の力を使って顔を入れ替えた人物。顔の交換・返却時のトラブルで死亡している。
表向きは活発な美少女でクラスのリーダー的存在だが、実際は陰湿で狡猾な性格で、累いじめの首謀者。学芸会の演劇では累を主役に推薦し、本番で失敗させて観客の前で恥をかかせようと画策していた。
淵 峰世（ふち みねよ）
累の伯母で、母を亡くした累の未成年後見人。血縁的には「本物の透世」の姉であるため、野菊の伯母に当たる。表向きは姪の累を手厚くいたわる聡明で心優しい伯母を演じているが、実際は利己的な性格で、誘の遺産のみを目当てとして累のことは冷遇していた。累（顔を入れ替えられ、累だと思われているニナ）が植物状態となった際も、延命や介護を渋るなどの冷淡な態度を示す。
丹沢 紡美（たんざわ つぐみ）
ニナの母。「女優・丹沢ニナ」が本物の我が娘ではないと確信して周囲の人間に訴えるが、誰にも信じてもらえずカプグラ症候群の疑いをかけられ、心を病んでいく。
最期は「累」の芝居と「本物の丹沢ニナ」が残した日記から自身の考えが間違っていなかったという確証を得て、累に手を下す。
烏合 零太（うごう れいた）
ニナが女優を志すきっかけとなった演出家。若くして演出家として成功したが、順調すぎることに逆に不満を抱き、行き詰まっている。
自身が演出を務める舞台『かもめ』のオーディションに現れた「女優・丹沢ニナ」に魅力を感じ、主役に採用。稽古を進めるうちに「女優・丹沢ニナ」と恋愛関係に発展するが、「女優・丹沢ニナ」の代わりに逢瀬にやってきた本物のニナに違和感を覚え、プラトニックな関係のまま終局する。
雨野 申彦（うの のぶひこ）
人気若手実力派俳優。舞台『かもめ』で「女優・丹沢ニナ」に興味を持ち、彼女を自分が出演する予定の舞台『サロメ』のヒロインに推す。稽古においては「女優・丹沢ニナ」の演技について厳しく評したが、本番を迎えるころには演技力を高めた彼女を認め、『サロメ』の最終公演後、交際を始める。
「女優・丹沢ニナ」の失踪に伴い関係は終わるが、その後『マクベス』で共演することになった咲朱に対して、失踪した「女優・丹沢ニナ」の面影を感じ取るなど、存在を気にかけていた様子が描かれている。
海道 与（かいどう あたえ）
累と野菊の父親。気鋭の演出家として活動し、小劇場で脚光を浴びていた「女優・淵透世」を見出し、超一流の女優へと育て上げた。
「女優・淵透世」と結婚後、累の誕生によって誘と透世の関係を知り、「自分が理想としていた女性が本当はこの世に存在していなかった」という事実から精神を病み、隠遁生活を送る。その後、容姿を理由に誘・累母娘を迫害し、実娘である野菊を幽閉・強姦するなどの非道を行った結果、野菊に撲殺されて最期を迎える。
富士原 佳雄（ふじはら よしお）
世界的に有名なベテラン演出家で、「女優・淵透世」や羽生田とは旧知の仲。秒単位の緻密な演出を心がけ、役者の持ち味を引き出すのが上手い。舞台初日や来賓を怖がる小心な一面もある。
平坂 千草（ひらさか ちぐさ）
誘の育ての親。故人。朱磐村の外から嫁いできた人間で、助産師などとして活動していた。誘が心を許していた唯一の人物で、「女優・淵透世」として生きるようになってからもその恩は忘れられていない。羽生田に対しても優しく接していたことが語られており、誘が羽生田のことを「朱磐にまつわるもの」として嫌悪しつつも手を下さないのは、そういった縁があるため。
槻 浪乃（つき なみの）
誘が初めて顔を奪った相手で、凪と相思相愛の関係にあった美少女。誘によって殺害されている。
海道 凪（かいどう なぎ）
海道与の弟で考古学者。古代の朱顔料について研究していた。調査の一環として訪れた朱磐村で波乃と出会い恋仲となり、同時に誘からも想いを寄せられていた。『累』本編では行方不明となっており、所属していた研究室や野菊の手元に、資料や手記が残されているのみとなっている。

## 用語
口紅
本作のキーアイテム。唇に塗って他人とくちづけすると顔を交換できる。口紅を塗り直しもう一度くちづけすると顔が戻る。顔の変身持続時間は平均約12時間でそれを過ぎると自然に顔が戻る。材料にはいざなが生まれた朱磐で発見された鉱物顔料「日紅」が使用されている。海道凪の手帳には口紅の原料は鉱物の他、複数の人間の血液が使われていると記されている。
顔を永久交換するためには「日紅」に両者の「月紅（血液）」を塗ってくちづけすることが必要。永久交換すると顔だけでなく全身が入れ替わる。

## 書誌情報
- 松浦だるま 『累 -かさね-』 講談社〈イブニングKC〉、全14巻
  1. 2013年10月23日発行（同日発売[17]）、ISBN 978-4-06-352485-7
  2. 2014年1月23日発行（同日発売[18]）、ISBN 978-4-06-352497-0
  3. 2014年5月23日発行（同日発売[19]）、ISBN 978-4-06-354516-6
  4. 2014年10月23日発行（同日発売[20]）、ISBN 978-4-06-354539-5
  5. 2015年3月23日発行（同日発売[21]）、ISBN 978-4-06-354564-7
  6. 2015年7月23日発行（同日発売[22]）、ISBN 978-4-06-354583-8
  7. 2015年11月20日発行（同日発売[23]）、ISBN 978-4-06-354598-2
  8. 2016年4月22日発行（同日発売[24]）、ISBN 978-4-06-354615-6
  9. 2016年8月23日発行（同日発売[25]）、ISBN 978-4-06-354632-3
  10. 2016年12月22日発行（同日発売[26]、ISBN 978-4-06-354649-1
  11. 2017年6月23日発行（同日発売[27]）、ISBN 978-4-06-354667-5
  12. 2017年10月23日発行（同日発売[28]）、ISBN 978-4-06-354691-0
  13. 2018年4月23日発行（同日発売[29]）、ISBN 978-4-06-511133-8
    - 短編小説付き特装版 同日発売[30]、ISBN 978-4-06-511252-6

  14. 2018年9月7日発行（同日発売[31]）、ISBN 978-4-06-512567-0
- 松浦だるま『松浦だるま「累」画集 紅虹』 2018年9月7日発売[32]、ISBN 978-4-06-513569-3

## 小説『誘 -いざな-』
『誘 -いざな-』は、『累 -かさね-』のスピンアウト小説。2014年12月16日に星海社から発売。著者は原作漫画の作者・松浦だるまであり、同氏の小説家デビュー作となっている。刊行の際にはミステリー作家の綾辻行人からコメントが寄せられ、「漫画家離れした本格的な文章力」として絶賛された。

### あらすじ（小説）
とある雷雨の夜、朱磐（あけいわ）という村に一人の醜い女児が生まれる。「いざな」と名付けられたその少女は、村に伝わる「丙午の年に生まれた醜い女児は殺せ」という因習に沿って殺されそうになっていたが、母・かづらと出産に立ち会った助産師・平坂千草によって助けられ、その存在を隠されながら育つ。そうして18歳まで成長したいざなは、ある日自分を匿っていたがために千草が村八分にされていたということを知ってしまう。朱磐村の因習や村人たちに激しい憎しみを覚えたいざなは、村に伝わる朱顔料「日紅（ひべに）」の力を使い、朱磐の人間たちに復讐をする。

### 登場人物（小説）
いざな
かづらの娘。生まれたときから醜い容姿をしていたために、村に伝わる因習に沿って殺されそうになっていた。育ての親である千草のことをとてもよく慕っている。
平坂 千草（ひらさか ちぐさ）
いざなの育ての親。朱磐の出身ではなく、外から嫁いできた人間。夫と娘がいたがどちらとも死別している。夫が生きていたころは診療所で看護婦として働いており、現在でも多少の怪我や病気であれば診療を行い、そこで得られる謝礼を生活の足しにしていた。
槻 かづら（つき かづら）
いざなの母。いざなと同じく醜い容貌をしていたために、因習を信じる母・笹江によって「丙午の年に子を生むかもしれないから」として村外に出されて生活していたが、18歳のときに帰郷し、朱砂野家の男性との間にいざなを儲ける。いざなを出産した直後、我が子の死を偽装するために焼身自殺を遂げた。
朱砂野 釿互（すさの きんご）
朱砂野家の長男が不倫の末に作った子。その出自故に学校や自宅でも爪弾きにされていた。そうした境遇を不憫に想った千草に目をかけられて、いざなとも知り合う。後に「羽生田」という家に養子として引き取られ、「羽生田釿互」となる。
槻 笹江（つき ささえ）
かづらの母で、いざなの祖母にあたる老婆。
槻 浪乃（つき なみの）
誘と同じ年に生まれた見目麗しい少女。釿互からは「容姿の良さを鼻にかけ、調子に乗っている嫌な奴」と評されていた。
海道 凪（かいどう なぎ）
考古学を専門とする研究者の男性。中国の古文書に記されている「日朱（ひしゅ）」と呼ばれる朱顔料を探しており、朱磐村に伝わる神楽「日紅の巫女」にそのヒントを感じ、調査をしていた。

### 書誌情報（小説）
『誘 -いざな-』  著 - 松浦だるま / 絵 - 松浦だるま / 発行 -星海社〈星海社FICTIONS〉
- 2014年12月15日発行（2014年12月16日発売[33]）、ISBN 978-4-06-139910-5

## 実写映画
2018年9月7日に公開。佐藤祐市監督、土屋太鳳と芳根京子がダブル主演を務めた。
丹沢ニナ役の土屋は、演技力に欠けるニナ本人と、ニナの顔で抜群の演技力を発揮する累という二役に加え、劇中劇『かもめ』のニーナ、『サロメ』のサロメの計四役を演じた。累役の芳根も同様に、陰気な性格の累本人と、累の顔で高飛車な態度を取るニナという二役を演じ分けた。プロデューサーの上原寿一はこれを「ひとり二役でもあり、ふたり一役でもある」と表現している。芳根が一人二役を演じるのは本作が初めてである。
本作は第18回『ヌーシャテル国際ファンタスティック映画祭』で「観客賞」を受賞。また『第42回日本アカデミー賞』で芳根京子が新人俳優賞を受賞した。

### あらすじ（映画）
醜い顔を持ち陰鬱な性格の女・淵累が母から受け継いだ口紅には、これを塗って他人と口づけをすると互いの顔が入れ替わるという不思議な力があった。小学生の累（伊東蒼）は口紅の力でクラスメイトの西沢イチカ（植原星空）と入れ替わるが、元に戻る際に言い争いとなり、揉み合った末イチカが転落死してしまう。この時自身もイチカが握っていたカッターナイフにより口元に大きく裂けたような切り傷が残った。
大人になった累（芳根京子）は、大女優として名を馳せた母・淵透世（檀れい）の葬儀で、母のマネージャーを務めた羽生田釿互（浅野忠信）に声をかけられる。羽生田は累の口紅と、累が持つ母譲りの演技力に目をつけたのである。累は羽生田の紹介で美貌の舞台女優・丹沢ニナ（土屋太鳳）と出会う。ニナは不定期に長期間の眠りに落ちる難病を患っており、女優としては伸び悩んでいた。演技に憧れを持ちながらも醜い顔のために諦めていた累と、女優としての名声を求めながらも実力が不足していたニナは利害が一致し、羽生田の元で協力関係を結ぶ。口紅の力で入れ替わり、ニナの顔を手に入れた累が演じることで、抜群の美貌と演技力を兼ね備えた女優「丹沢ニナ」（土屋太鳳）が作り上げられた。
「丹沢ニナ」は新進気鋭の演出家烏合零太（横山裕）が手掛ける舞台『かもめ』のオーディションに挑み、ニーナ役を射止める。烏合はニナの憧れの存在であった。累とニナは12時間という入れ替わりの制限時間を守るため共同生活を営み、毎朝入れ替わっては舞台稽古に通う日々を送る。思うままやりたい演技のできる環境にいきいきとしだした累と対照的に、ニナは醜い顔で日常を過ごし、自分と離れたところで「丹沢ニナ」が認められていくことに次第に不満を抱き始める。さらにニナは累の生い立ちを調べ上げ、大女優「淵透世」の真相にたどり着く。透世の顔もまた口紅の力で手に入れたもので、透世は相手の女性を自宅に設けた独房に監禁し、自身の演技力と他人から奪った美貌で「淵透世」として生きていた。全ての真相を知りながら透世の才能に取り憑かれていた羽生田は、累を使ってもう一度世紀の大女優を作り上げようとしていたのである。
『かもめ』の稽古を続ける中で累もまた烏合に恋心を抱き、烏合も「丹沢ニナ」の才能と魅力に惹かれ始めた。2人が稽古後に食事の約束をした日、ニナは口づけのやり直しによる制限時間の「延長」を拒否し、累を置いて丹沢ニナ自身として烏合との逢瀬に向かった。自宅で絶望に暮れる累の元に帰ってきたニナは、烏合と想いを遂げたことを告げて勝ち誇り、協力関係の終わりを宣言し累を追い出そうとする。しかしこの時ニナの持病の発作が起こり、ニナは長い眠りに落ちてしまう。
5か月にわたる眠りから目が覚めたニナは、「丹沢ニナ」が演技で成功を収め、注目を浴びる気鋭の女優となった現実を知る。ニナが眠っている間、累はニナの身体を介護しながら、顔を入れ替えて「丹沢ニナ」として女優業に勤しんだのである。多忙ゆえに烏合との恋仲も破局に終わっていた。「丹沢ニナ」の次なる舞台は戯曲『サロメ』であった。寝たきり状態のニナをよそに舞台の稽古は進み、やがて公演初日を迎える。
全ての気力を失ったかに見えたニナは累を陥れるべく一計を案じていた。舞台本番前の「延長」の際に口紅を偽物とすり替え、舞台の上演中に制限時間が切れ、累の本当の顔が衆目に晒されるように画策したのである。密かに回復し起き上がって歩けるようにまでなっていたニナは結末を見届けるべく劇場に足を運ぶが、制限時間を迎えても舞台上の累の顔は変化することなく、幕間休憩に入る。ニナの計略に気づいていた累は寝室の時計をずらし、休憩時間まで顔の交換が持続するようにしていた。
顔が戻った累とニナは劇場の屋上で対峙し、互いに想いをぶつけ合った末に揉み合いとなり、地上に立つテントの上に転落する。怪我を負ったニナは救急車で搬送されるが、ニナの顔を取り戻した累は再び舞台へ上がる。「丹沢ニナ」が演じるサロメはヨカナーンの首を抱え上げ、その唇に口づけをするのであった。

### キャスト
※出典を参照。
- 丹沢ニナ - 土屋太鳳[41]
- 淵累 - 芳根京子[41]
- 淵峰世 - 筒井真理子[42]
- 丹沢紡美 - 生田智子[42][43]
- トリゴーリン - 高橋光臣[44]
- 小久保寿人
- 椿真由美
- 伊東蒼
- 植原星空
- 烏合零太 - 横山裕[14]（特別出演）
- 樋口隆則
- 今井あずさ
- コビヤマ洋一
- 富士原佳雄 - 村井國夫[42]
- 淵透世 - 檀れい[14]
- 羽生田釿互 - 浅野忠信[14]

### スタッフ
- 原作 - 松浦だるま『累-かさね-』（講談社「イブニングKC」刊）
- 監督 - 佐藤祐市
- 脚本 - 黒岩勉
- 音楽 - 菅野祐悟
- 主題歌 - Aimer「Black Bird」（SME Records）
- 製作 - 石原隆、市川南、吉羽治
- プロデューサー - 上原寿一、橋本芙美、片山怜子
- ラインプロデューサー - 武石宏登
- 撮影 - 谷川創平
- 美術 - 相馬直樹
- 照明 - 李家俊理
- 録音 - 田中靖志
- 装飾 - 田口貴久
- 編集 - 田口拓也
- 人物デザイン監修・衣装デザイン - 柘植伊佐夫
- スクリプター - 松澤一美
- 音響効果 - 岡瀬晶彦
- 選曲 - 藤村義孝
- キャスティング - 川村恵
- 助監督 - 加藤文明
- 制作担当 - 持田一政
- 配給 - 東宝
- 制作プロダクション - 共同テレビジョン
- 製作 - 映画「累」製作委員会（フジテレビジョン、東宝、講談社）